# La Guerre dans les airs
La Guerre dans les airs (The War in the Air) est un roman de science-fiction britannique écrit par H. G. Wells en 1907 et publié en feuilleton en 1908 dans Pall Mall Magazine puis chez George Bell & Sons la même année.
Le sous-titre en anglais est : And Particularly How Mr. Bert Smallways Fared While It Lasted.
Il est traduit en français par Henry-D. Davray et B. Kozakiewicz, et publié dans la revue Mercure de France en 1910. 

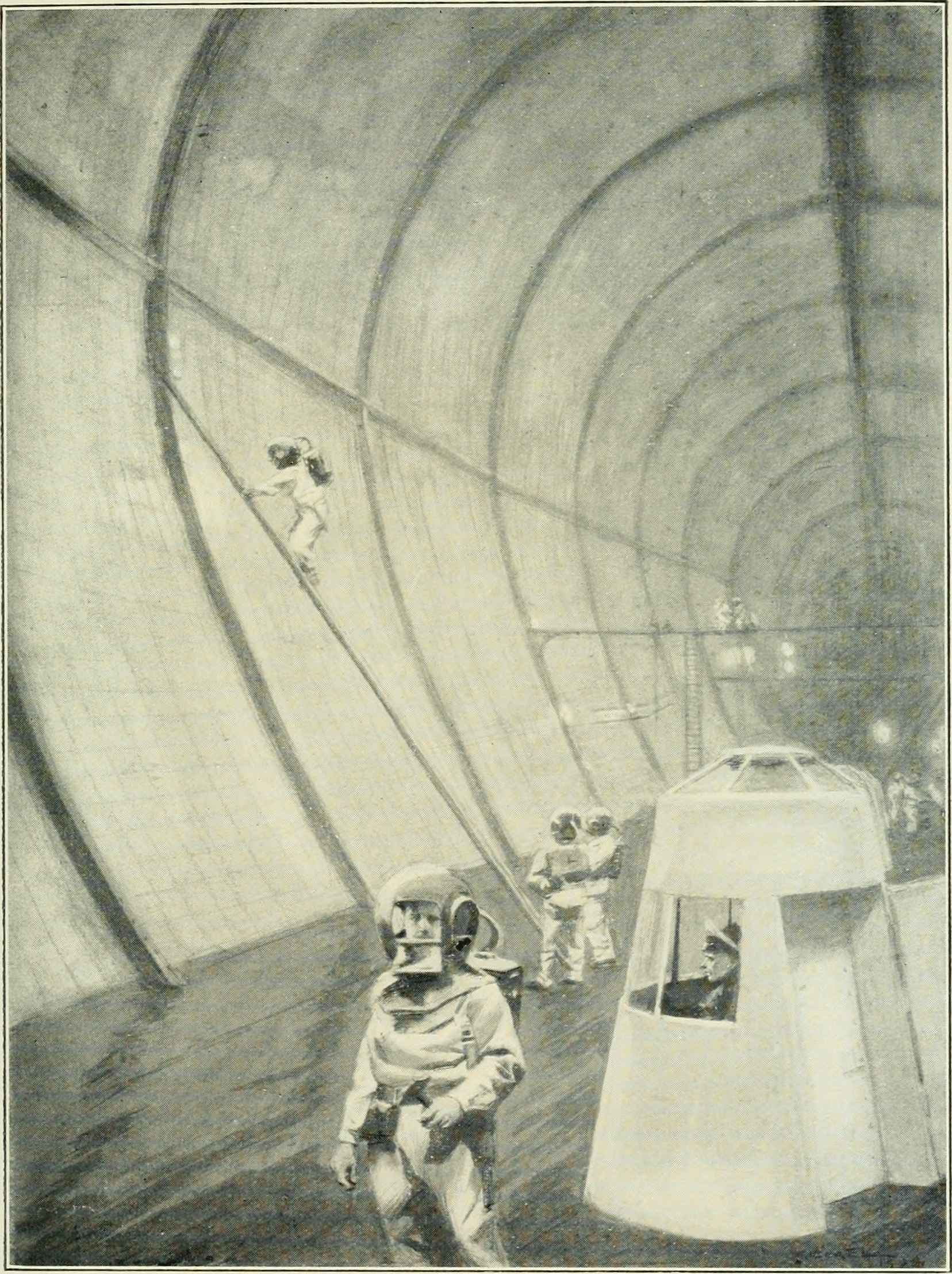
Illustration d'Arthur C. Michael pour l'édition originale de 1908 chez George Bell & Sons.

## Résumé
L´histoire écrite à l'aube de l'histoire de l'aviation décrit une guerre aérienne qui s'étend à l'échelle mondiale.

## Plan
Le roman contient 11 chapitres :
1. Où il est question du progrès et de la famille Smallways
2. Où Bert Smallways est assailli de difficultés
3. Le ballon
4. La flotte aérienne allemande
5. La bataille de l’Atlantique
6. Les hostilités à New-York
7. Le « Vaterland » est désemparé
8. Guerre mondiale
9. Dans l’île de la Chèvre
10. Le monde pendant la guerre
11. L’effondrement

et un épilogue.